# Lee Sang-eun
Lee Sang-eun (5 de março de 1975) é uma ex-handebolista sul-coreana, medalhista olímpica.
Fez parte da geração medalha de prata, em Atlanta 1996, com 5 partidas com 14 gols. Em Sydney, foram sete jogos e 59 gols, e em Atenas 2004, foram sete jogos e 44 gols. Com 117 gols em sua carreira olímpica.
Em uma partida da fase de grupos da Olimpíadas de Sydney 2000 contra a Hungria, Sang-eun marcou dezoito gols.